# Assasin's Creed 2: Aquilus
Assassin's Creed 2: Aquilus es el segundo tomo de los Cómics Franceses de Assassin's Creed, publicado originalmente en francés el 12 de noviembre de 2010, junto a la salida de Assassin's Creed: Brotherhood.
El cómic nos narra una historia paralela de la vida de Desmond Miles entre los eventos de Assassin's Creed II y Assassin's Creed: Brotherhood.

## Trama
El argumento de Assassin’s Creed 2 – Aquilus, no genera controversias argumentales a diferencia de la primera parte, y nos relata, como es común en la saga, dos historias: una en el presente, encarnando a Desmond Miles; y otra en el siglo III, donde el protagonista revive los hechos acontecidos a su ancestro Aquilus. En la época actual, la trama se desarrolla durante los videojuegos de Assassin’s Creed 2 y La Hermandad, concretamente durante el viaje de los Asesinos desde su escondite hasta Monteriggioni; en la antigüedad, Aquilus, un asesino galo de Lugdunum (actual Lion) sobrevive a los acontecimientos del primer número y comienza la búsqueda de un Fragmento del Edén (objetos de una antigua civilización tecnológicamente superior que desapareció muchos años atrás).